# Castello San Giovanni
Castel San Giovanni è un castello medievale che si trova nel comune di Bondone in provincia di Trento.

## Storia
Le prime notizie riguardanti un castello nella zona risalgono al 1086 quando, in un contratto per l'affitto di alcuni pascoli presso il Caffaro e per i diritti di pesca nel Lago d'Idro, viene citato un castrum de summo lacu.
Una citazione esplicita di Castel San Giovanni è presente in un documento del 1189 in cui il vescovo Corrado di Beseno lo affida in feudo a tredici uomini di Storo, rappresentanti di sette famiglie che si erano riunite per ottenere i beni di Calapino di Lodrone dopo la sua morte. Questi costituiranno l'origine della famiglia dei Lodron, proprietaria del castello ininterrottamente fino al XX secolo.
Nel XV secolo il maniero fu occupato dalle truppe milanesi ai comandi del condottiero Niccolò Piccinino, durante la guerra tra Ducato di Milano e la Repubblica di Venezia.
Abbandonato e caduto ormai in rovina, il castello fu acquistato nel 1956 dall'imprenditore milanese Luigi Cavalli che ne iniziò una ristrutturazione per trasformarlo in una residenza privata.
Alla sua morte, il maniero passò all'Istituto Italiano dei Castelli e in seguito al Comune di Bondone.
Negli ultimi anni il castello è stato sottoposto a un completo restauro ed è oggi visitabile.